# Karabanowo
Karabanowo – miasto w Rosji, w obwodzie włodzimierskim, 110 km na zachód od Włodzimierza. W 2009 liczyło 15 604 mieszkańców.